# Aleš Iglič
Aleš Iglič je bil rojen 7. julija leta 1960 v Ljubljani, staršem Bernardi (Nadi) Iglič (1923-2004), roj. Papež, po poklicu učiteljici, ter očetu Jožetu Igliču (1921-2015), bančnemu uslužbencu. Od leta 1986 je poročen z  Veroniko Kralj-Iglič, redno profesorico biofizike na Univerzi v Ljubljani.
Z odliko je maturiral na gimnaziji Poljane v Ljubljani, končal študij tehnične fizike (univ. dipl. ing. fizike), magistriral in doktoriral na Oddelku za fiziko Univerze v Ljubljani (UL). Doktoriral je tudi s področja elektrotehnike na Fakulteti za elektrotehniko (FE) UL. Najprej je bil zaposlen na Medicinski fakulteti UL, od leta 1991 pa je zaposlen na Fakulteti za elektrotehniko UL, kjer je ustanovil Laboratorij za fiziko FE, ki ga tudi ves čas vodi kot predstojnik. V letih 2011-2013 in 2015-2017 je bil predstojik Katedre za osnove elektrotehnike, matematiko in fiziko FE UL. Kot znanstveni svetnik je bil do leta 2024 delno zaposlen tudi na Medicinski fakulteti UL v okviru Katedre za ortopedijo. Na Univerzi v Ljubljani je bil izvoljen v naziv rednega profesorja za področje fizike ter rednega profesorja za področje elektrotehnike. V naziv rednega profesorja za področje fizike je bil izvoljen tudi na Univerzi v Mariboru. Je koordinator doktorskega študija Nanoznanosti v okviru interdisciplinarnega doktorskega študija Bioznanosti na Univerzi v Ljubljani.
Raziskovalno delo Aleša Igliča in njegove raziskovalne skupine je med drugim prispevalo k razvoju teoretičnih metod na področju fizike, mehanike in elektrostatike močno ukrivljenih površin ter fizike interakcij nanodelcev v elektrolitskih raztopinah z naelekterno nanostrukturirano površino. Raziskovalno delo Aleša Igliča sega tudi na druga eksperimentalna in teoretična področje fizike organskih in anorganskih nanostruktur. Njegovo razvojno delo na področju biomedicinskega inženiringa pa zajema ortopedske implantate, žilne opornice ter sintezo in obdelavo novih nanostrukturiranih delcev in površin.
Bil je gostujoči raziskovalec ali profesor na univerzah in inštitutih na Finskem, v Nemčiji, na Češkem in v Italiji. Imel je več kot 70 vabljenih predavanj na mednarodnih znanstvenih konferencah ter na univerzah in inštitutih v tujini. V mednarodnih znanstvenih revijah je objavil preko 300 znanstvenih člankov, pri mednarodnih založbah je objavil 2 monografiji ter bil urednik ali sourednik več kot 25 znanstvenih monografij. Bil je tudi mentor ali somentor več kot 25 doktorskim in podoktorskim študentom doma in v tujini.
Aleš Iglič je med drugim prejel študentsko Prešernovo nagrado Medicinske fakultete Univerze v Ljubljani (skupaj z  Veroniko Kralj-Iglič), Vodovnikovo nagrado za izjemne raziskovalne dosežke na področju biofizike, v letih 2018, 2020 in 2024 so bili njegovi raziskovalni dosežki (v soavtorstvu) izbrani med deset najodličnejših raziskovalnih dosežkov Univerze v Ljubljani, v letu 2021 pa je skupaj z  Veroniko Kralj-Iglič prejel  Zoisovo priznanje Republike Slovenije za dosežke na področju fizike bioloških in anorganskih nanostuktur. Leta 2024 mu je Ameriško fizikalno društvo (The American Physical Society, USA) podelilo priznanje Outstanding Referee. Od leta 2023 je član  Inženirske akademije Slovenije (IAS).